# Firmo Freire do Nascimento
Firmo Freire do Nascimento, brazilski general, * 1. december 1881, † 9. julij 1967.